# كاثرين بيشوب (مجدفة)
كاثرين بيشوب (بالإنجليزية: Catherine Bishop)‏ هي مجدفة بريطانية، ولدت في 22 نوفمبر 1971 في لي أون سي ‏ في المملكة المتحدة.

## وصلات خارجية
- كاثرين بيشوب على موقع الاتحاد الدولي للتجديف (الإنجليزية)
- كاثرين بيشوب على موقع اللجنة الأولمبية الدولية (الإنجليزية)
- كاثرين بيشوب على موقع أوليمبيديا (الإنجليزية)
- كاثرين بيشوب على موقع اللجنة الأولمبية البريطانية (الإنجليزية)